# Intertel
Intertel (precedentemente International Legion of Intelligence) è una società ad alto QI per persone con un punteggio QI superiore a 99% della popolazione su un test del QI. Ciò corrisponde a un QI di 135 o più sulla scala Wechsler (media statistica 100, deviazione standard 15).

## Storia e obiettivi
L'associazione è stata fondata nel 1966  dall'americano Ralph Haines che, come i fondatori del Mensa Roland Berrill e Lancelot Ware vent'anni prima, voleva creare un'associazione adatta alle esigenze particolari delle persone dotate e che, a parte un certo quoziente intellettivo minimo, non avesse altre restrizioni per l'ammissione. È quindi la seconda associazione più antica del suo genere, dopo Mensa . Il nome "Intertel" deriva da "International Legion of Intelligence" e i suoi membri si fanno chiamare "ILIans".
L'associazione ha tre obiettivi, come indicato nel suo statuto:
- incoraggiare una vera fraternità intellettuale
- promuovere uno scambio di idee su tutti gli argomenti
- sostenere la ricerca sull'intelligenza superiore.

## Organizzazione e attività
Intertel è organizzata in sette regioni geografiche, cinque delle quali comprendono solo gli Stati Uniti e due includono il Canada orientale e occidentale oltre agli Stati Uniti. La "Regione VI" comprende il resto del mondo come regione "Internazionale".
In tutto il mondo ci sono circa 1.700 membri (a giugno 2024) in più di 40 Paesi, di cui circa 100 nei Paesi di lingua tedesca e diverse centinaia al di fuori del Nord America . Tutti i membri possono contribuire a Integra, la rivista di Intertel, che viene pubblicata dieci volte all'anno. Inoltre, vengono pubblicate periodicamente newsletter regionali e molti membri corrispondono via e-mail o attraverso una crescente varietà di forum online. Ogni estate si tiene un'assemblea generale internazionale e le varie regioni organizzano eventi sociali locali di persona o a distanza.
Uno degli obiettivi dell'organizzazione è assistere la ricerca sull'alto potenziale e, in conformità con lo statuto dell'associazione, alcuni membri dell'associazione, alcuni membri dell'associazione vengono reclutati per il lavoro di ricerca. Inoltre, a partire dal 1980 e per quasi vent'anni, Intertel ha assegnato un premio annuale sotto forma di borsa di studio, l'Hollingworth Award, intitolato in onore di Leta Hollingworth e premia l'eccellenza nei progetti di ricerca ad alto potenziale. Dalla fine degli anni '90 il premio è stato conferito congiuntamente alla National Association for Gifted Children, che da allora ha assunto la responsabilità di questo premio internazionale.

## Posizionamento rispetto ad altre associazioni
I requisiti di ammissione dell'Intertel sono due volte più selettivi (un punteggio tra i primi 1% in un test del QI) rispetto alla più grande e più nota Mensa (i primi 2%). Fondata nel 1966, è la seconda associazione più antica e la terza più grande, dopo il Mensa e la Triple Nine Society (il top 0,1%, cioè 1 persona su 1.000). Questo elenco comprende solo le associazioni che utilizzano test psicometrici validi e somministrati professionalmente.

## Membri famosi
- Ellen Muth[20]
- Gert Mittring[21]
- Jacob Barnett[22]
- Cícero Moraes[23]